# محطة دومون دو أورفيل

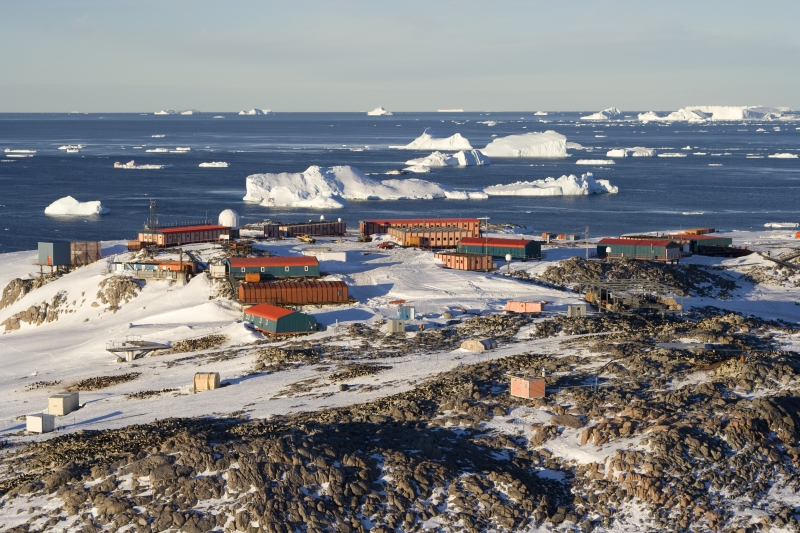
محطة دومونت دورفيل

محطة دومونت دورفيل (بالفرنسية Base Dumont d'Urville) هي محطة أبحاث واقعة في أنتاركتيكا في جزيرة بيتريلز (66°40′S 140°01′E / 66.667°S 140.017°E) في أرض أديلي. سميت على اسم المستكشف الفرنسي جولز دومونت دورفيل. تقع المحطة تحت إدارة المعهد القطبي الفرنسي بول ايميل فيكتور وهي طرف من الوكالات العمومية والشبه عمومية الفرنسية.
كانت محطة بحوث المسماة ميناء مارتن، تقع 62 كم شرق محطة دومونت، قد دمرتها النيران في ليلة 23 يناير، 1952، دون وفاة أو إصابة. في عام 1952، بنيت على قاعدة صغيرة جزيرة بيريلز لدراسة سرب غربان والبطريق الإمبراطوري. هذه القاعدة كان يسمى قاعدة ماري. كما أن القاعدة الرئيسية وبما أن ميناء مارتن كانت مجموعة خسائر، قد تم اختيار قاعدة ماري كموقع شتوي ل1952/1953. قاعدة جديدة رئيسية، وهي محطة دومون، قد بنيت على نفس الجزيرة، وافتتحت في يناير 12، 1956، لتكون مركزًا للبحث العلمي الفرنسي في أنتاركتيكا خلال السنة الجيوفيزيائية الدولية 1957/1958. المحطة ظلت في استخدام نشط منذ ذلك الحين.
فقط 30-40 من الناس يمكنهم المجيء إلى الشاطيء في وقت واحد. الجليد والرياح القوية تمنع الهبوط أو الرسو في كثير من الأحيان، إما عن طريق زودياك أو مروحية. المحطة يمكن أن تستوعب نحو 30 في فصل شتاء قارس و 120 خلال فصل الصيف. كاسحة جليد الإسطرلاب يحمل اللوازم والموظفين إلى المحطة من ميناء هوبارت، في ولاية تسمانيا. تقوم السفينة ب 5 رحلات ذهابا وإيابا بين نوفمبر وآذار/مارس.
الفيلم La Marche de l'empereur الحاصل على جائزة أفضل فيلم وثائقي، صدر باللغة الإنكليزية في مارس تحت اسم March of the Penguins، تم تصويره في المنطقة المحيطة بهذه القاعدة.

## المناخ
يظهر الجدول التالي التغييرات المناخية على مدار السنة لمحطة دومون دو أورفيل:
| البيانات المناخية لـمحطة دومون دو أورفيل        | البيانات المناخية لـمحطة دومون دو أورفيل | البيانات المناخية لـمحطة دومون دو أورفيل | البيانات المناخية لـمحطة دومون دو أورفيل | البيانات المناخية لـمحطة دومون دو أورفيل | البيانات المناخية لـمحطة دومون دو أورفيل | البيانات المناخية لـمحطة دومون دو أورفيل | البيانات المناخية لـمحطة دومون دو أورفيل | البيانات المناخية لـمحطة دومون دو أورفيل | البيانات المناخية لـمحطة دومون دو أورفيل | البيانات المناخية لـمحطة دومون دو أورفيل | البيانات المناخية لـمحطة دومون دو أورفيل | البيانات المناخية لـمحطة دومون دو أورفيل | البيانات المناخية لـمحطة دومون دو أورفيل |
| الشهر                                           | يناير                                    | فبراير                                   | مارس                                     | أبريل                                    | مايو                                     | يونيو                                    | يوليو                                    | أغسطس                                    | سبتمبر                                   | أكتوبر                                   | نوفمبر                                   | ديسمبر                                   | المعدل السنوي                            |
| ----------------------------------------------- | ---------------------------------------- | ---------------------------------------- | ---------------------------------------- | ---------------------------------------- | ---------------------------------------- | ---------------------------------------- | ---------------------------------------- | ---------------------------------------- | ---------------------------------------- | ---------------------------------------- | ---------------------------------------- | ---------------------------------------- | ---------------------------------------- |
| الدرجة القصوى °م (°ف)                           | 9.7 (49.5)                               | 6.4 (43.5)                               | 4.5 (40.1)                               | 8.7 (47.7)                               | 0.0 (32.0)                               | 0.9 (33.6)                               | 0.5 (32.9)                               | 0.3 (32.5)                               | 0.3 (32.5)                               | 1.7 (35.1)                               | 4.7 (40.5)                               | 11.0 (51.8)                              | 11.0 (51.8)                              |
| متوسط درجة الحرارة الكبرى °م (°ف)               | 1.0 (33.8)                               | −2.1 (28.2)                              | −6.4 (20.5)                              | −10.0 (14.0)                             | −12.6 (9.3)                              | −14.6 (5.7)                              | −14.0 (6.8)                              | −14.5 (5.9)                              | −13.6 (7.5)                              | −10.3 (13.5)                             | −4.1 (24.6)                              | 0.4 (32.7)                               | −8.4 (16.9)                              |
| المتوسط اليومي °م (°ف)                          | −1.3 (29.7)                              | −4.5 (23.9)                              | −8.8 (16.2)                              | −12.4 (9.7)                              | −15.2 (4.6)                              | −17.3 (0.9)                              | −17.0 (1.4)                              | −17.4 (0.7)                              | −16.2 (2.8)                              | −13.2 (8.2)                              | −7.1 (19.2)                              | −2.2 (28.0)                              | −11.1 (12.0)                             |
| متوسط درجة الحرارة الصغرى °م (°ف)               | −3.6 (25.5)                              | −6.9 (19.6)                              | −11.3 (11.7)                             | −14.8 (5.4)                              | −17.7 (0.1)                              | −20.0 (−4.0)                             | −20.0 (−4.0)                             | −20.3 (−4.5)                             | −18.8 (−1.8)                             | −16.1 (3.0)                              | −10.3 (13.5)                             | −4.7 (23.5)                              | −13.7 (7.3)                              |
| أدنى درجة حرارة °م (°ف)                         | −10.8 (12.6)                             | −17.3 (0.9)                              | −25.0 (−13.0)                            | −26.1 (−15.0)                            | −32.5 (−26.5)                            | −34.9 (−30.8)                            | −34.4 (−29.9)                            | −37.4 (−35.3)                            | −36.1 (−33.0)                            | −37.2 (−35.0)                            | −21.0 (−5.8)                             | −14.0 (6.8)                              | −37.4 (−35.3)                            |
| متوسط أيام هطول الأمطار (≥ 0.1 mm)              | 9                                        | 7                                        | 10                                       | 8                                        | 10                                       | 7                                        | 11                                       | 11                                       | 10                                       | 8                                        | 6                                        | 6                                        | 102                                      |
| متوسط الرطوبة النسبية (%)                       | 67                                       | 63                                       | 65                                       | 66                                       | 65                                       | 61                                       | 65                                       | 66                                       | 63                                       | 56                                       | 54                                       | 63                                       | 63                                       |
| ساعات سطوع الشمس الشهرية                        | 282.1                                    | 206.2                                    | 155.0                                    | 105.0                                    | 40.3                                     | 12.0                                     | 15.5                                     | 68.2                                     | 150.0                                    | 251.1                                    | 315.0                                    | 359.6                                    | 1٬960                                    |
| ساعات سطوع الشمس اليومية                        | 9.1                                      | 7.3                                      | 5.0                                      | 3.5                                      | 1.3                                      | 0.4                                      | 0.5                                      | 2.2                                      | 5.0                                      | 8.1                                      | 10.5                                     | 11.6                                     | 5.4                                      |
| المصدر #1: الأرصاد الجوية الألمانية             |                                          |                                          |                                          |                                          |                                          |                                          |                                          |                                          |                                          |                                          |                                          |                                          |                                          |
| المصدر #2: Meteo Climat (record highs and lows) |                                          |                                          |                                          |                                          |                                          |                                          |                                          |                                          |                                          |                                          |                                          |                                          |                                          |

## وصلات خارجية
- (بالفرنسية) محطة دومونت دورفيل موقع من ايفريمر
- (بالفرنسية) الاسطرلاب
- شتاء في المحطة